# Озрен М. Радосављевић
Озрен М. Радосављевић (Црвена Црква, 19. августа 1953) историчар је, публициста, шеф Месне канцеларије, архелог и фотоаматер, организатор културних догађаја

## Биографија
Потиче из старе црвеноцрквеначке српске породице, која вековима ту живи. Родио се на Преображеније 1953. године, од оца Миливоја. Основну школу је похађао у родној Црвеној Цркви и оближњем Врачев Гају 1960-1968. године. Гимназијско образовање стиче у оближњој вароши Белој Цркви у Гимназији "Сава Мунћан" (1968—1972). Апсолвира на Филозофском факултету у Београду, група Историја општа и национална, 1976. године.
Постаје слободни новинар и публициста од те 1976. године. Сарађује са и пише у бројним листовима у Србији, Босни и Херцеговини (Модричке новине) и Хрватској (Повјест спорта). У завичају среће се као аутор написа у новинама: "Белоцркванске новине", "Нера", "Белоцркванска штампа", "Вршачка кула", "Књижевни гласник", "Обала", "Белоцркваника" (историјски часопис). Чланци су стизали и до Беча, у тамошњи "Werschetzer Zeitung". Библиографија публикованих стручних написа је пре неколико година премашивала 400 јединица. Члан је Друштва новинара Војводине (од 2012) и добитник њихове годишње награде "Димитрије Фрушић" 2012. године "за вишегодишње издавање (сеоског) листа" Долић у Црвеној Цркви.
Постаје 2001. године службеник органа управе Бела Црква, на пословима и задацима шефа Месне канцеларије и матичара за насељена места Црвена Црква, Чешко село и Кусић. Упоредо је изабран за секретара Месне заједнице Црвена Црква (2001—2012). Његова канцеларија где ради, изгледа попут минијатурног завичајног музеја. Он је велики колекционар културно-историјских старина, нарочито писане речи, па је радно место украсио историјским артефактима.

## Друштвени ангажман
У родној Црвеној Цркви Радосављевић је изузетно вредан и креативан појединац. Вероватно не постоји ни једно место у Србији који је толико истражено, описано, и непрекидно је (захваљујући њему) у жижи интересовања јавности, као малена Црквена Црква. Све то захваљујући свестраном матичару Радосављевићу, који свакога дана изнова истражује прошлост, прикупља старине, исписује податке, прати - снима и ослушкује стварност - садашњост, мисли на његову будућност. Озрен предњачи у свим сеоским активностима: друштвеним, политичким, црквеним, културним, образовним, спортским... Треба навести само најглавније, а то се налази најпре на страницама сеоског листа "Долић". Покретач је, главни и одговорни уредник и новинар гласила МЗ Црвена Црква - "Долић", од 2004. године. Такође он је оснивач и председник Управног одбора Ликовне галерије "Aera et terra" у Црвеној Цркви од 2005. године. Озрен је оснивач и председник Организационог одбора привредно-туристичке манифестације "Црвеначко опасуљивање", од 2007. године.
У завичајној Белој Цркви, Радосављевић значајно доприноси културном животу града. Оснивач је, уредник и аутор издавачке  Библиотеке "Белоцркванске свеске", која је објавила шест монографија, у периоду 1987-2000. године. Оснивач је, уредник и аутор издавачке Библиотеке "Духовно наслеђе", у којој је публиковано пет монографија, током периода 1993-2012. године. Уредник је и аутор радио емисије "Трагови времена", на таласима Радија Беле Цркве, у којој је емитовано тридесетак получасовних емисија током 1996. године. Као археолог аматер открио је читав низ непознатих до тада археолошких локалитета на подручју општине Бела Црква. А своју археолошку збирку састављену од пар хиљада предмета је даровао Музејској збирци у Белој Цркви и Градском музеју у Вршцу. Приредио је четири пригодне тематске музејске изложбе у Белој Цркви (1989—2011). Организовао је и у родном месту неколико тематских изложби.
Радосављевић је члан и сарадник више домаћих и страних (Русија) установа и организација, о чему сведоче додељена признања и награде.
Активно је сарађивао на више пројеката Матице српске, чији је изабрани члан-сарадник. У едицији "Српски биографски речник" има стотинак одредница, до 2011. године. Са Матицом сарађује од почетка, и на изради "Речника српских говора Војводине" од 2000. године. Сарађује и у (још не публикованој) "Ликовној енциклопедији Војводине", за који пише стотинак уметничких биографија. У Београду учествује у стварању "Српске енциклопедије" под кровом САНУ.